# هدرز

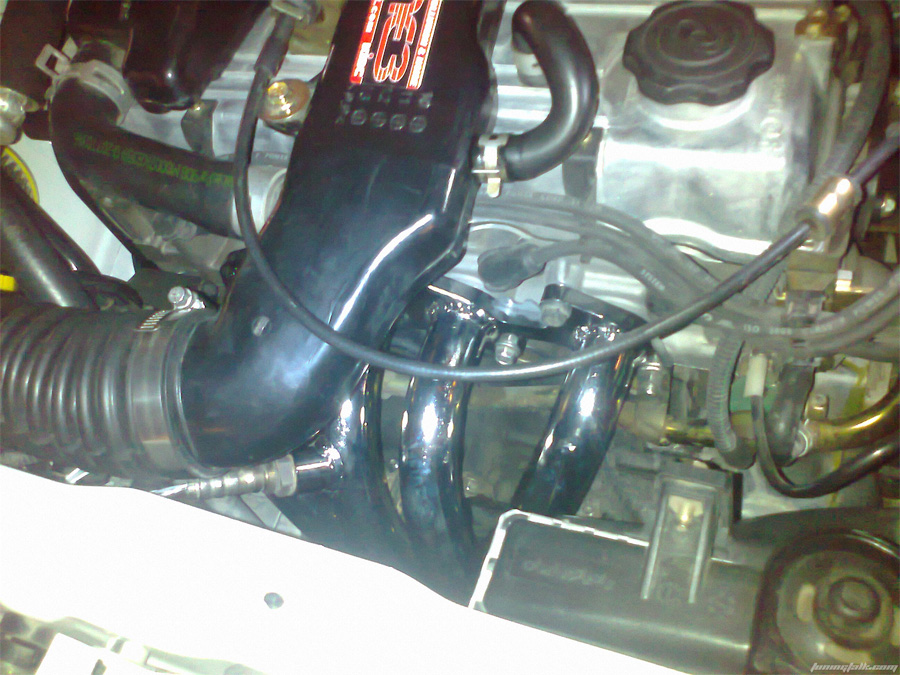
هدرز برای موتور استاندارد پراید

هدرز (به انگلیسی: headers) قطعه‌ای فنی برای تیونینگ و تقویت موتوراست که بخشی ازسیستم اگزوز خودرو محسوب می‌شود. این قطعه جایگزین منیفولد چدنی فابریک موتور شده و به سبب طراحی بهتر خود، موجب افزایش عملکرد، بهبود قدرت خروجی پیشرانه و کاهش مصرف سوخت می‌شود.

## شیوه عملکرد
هدرز عملاً جایگزینی گران‌قیمت برای منیفولد خروجی استاندارد پیشرانه است و به دلیل قیمت زیاد و هزینه‌های تولید گزاف، کمتر از سوی خودروسازان به شکل استاندارد استفاده می‌شود، اما استفاده از هدرز برای خودروهای اسپرت و مسابقه‌ای، کابرد فراوان دارد و بسیاری خودروهای گران‌قیمت به شکل استاندارد به هدرزهای فابریک مجهز هستند. منیفولد چدنی، استاندارد پیشرانه معمولاً به روش ریخته‌گری تولید می‌شود و به همین دلیل از سطح درونی ناصاف و زبری برخوردار است که در روند خروج گازهای آلاینده از فضای احتراق اخلال ایجاد می‌کنند، اما هدرز به روش خم کاری دقیق لوله‌ها شکل می‌گیرد و با ساختار یکنواخت و صیقلی خود، موجب خروج آسان‌تر گازهای آلاینده، تنفس بهتر پیشرانه، افزایش قدرت و کاهش مصرف سوخت می‌شود، البته میزان کاهش مصرف سوخت در ازای افزایش قدرت موتور چندان چشمگیر نیست و از همین رو از هدرز غالباً به عنوان یک قطعه عملکردی و تیونینگ یاد می‌شود.